# Sing (singel My Chemical Romance)
Sing – ballada rockowa amerykańskiego zespołu My Chemical Romance, wydana jako trzeci singel z ich czwartej studyjnej płyty Danger Days: The True Lives of the Fabulous Killjoys. Utwór zespół na proiflu MySpace zespołu w dniu 3 listopada 2010 roku.

## Teledysk
Teledysk wyreżyserował Gerard Way i Paul Brown. Klip miał swoją premierę na MTV.com i VH1.com, kontynuuje historię z teledysku Na Na Na.

## Lista utworów
Promo CD
1. „Sing” (wersja radiowa) – 4:07
2. „Sing” (wersja z albumu) – 4:40

Singiel cyfrowy
1. „Sing” (wersja z albumu) – 4:40

Singiel CD
1. „Sing” – 4:30
2. „The Ghost of You” (live z 2010 BBC Radio 1) – 4:57

## Notowania
| Lista przebojów (2010)                 | Najwyższa pozycja |
| -------------------------------------- | ----------------- |
| US Billboard Hot 100                   | 58                |
| Billboard Hot Rock & Alternative Songs | 4                 |
| UK Singles                             | 50                |
| UK Rock & Metal Singles                | 1                 |